# Jujols
Jujols (in catalano Jújols) è un comune francese di 48 abitanti situato nel dipartimento dei Pirenei Orientali nella regione dell'Occitania.

## Geografia fisica

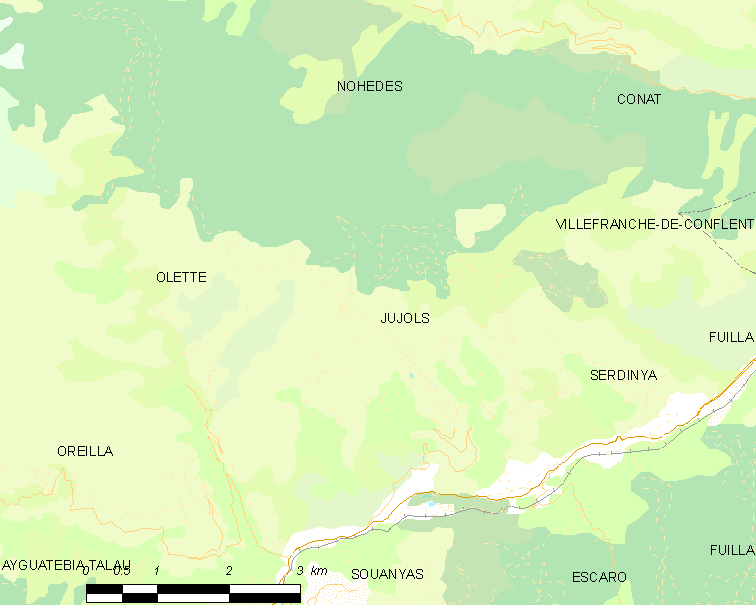
Situazione di Jujols

## Amministrazione

### Sindaci
| Nome                 | Mandato     |
| -------------------- | ----------- |
|                      |             |
| Jean-Antoine Jaulent | ?-06/1815   |
| Louis Broch          | 06/1815-?   |
|                      |             |
| Jean Jaulent         | 1955-1977   |
| Jean Battle          | 1977-1979   |
| Yvon Robert          | 1979-1987   |
| Olivier Robert       | 1987-1989   |
| Yvon Robert          | 1989-1995   |
| Josiane Isnard       | 1995 - 2001 |
| Jean-Louis Arcis     | 2001 - 2008 |
| Eric Nivet           | 2008-       |

## Società

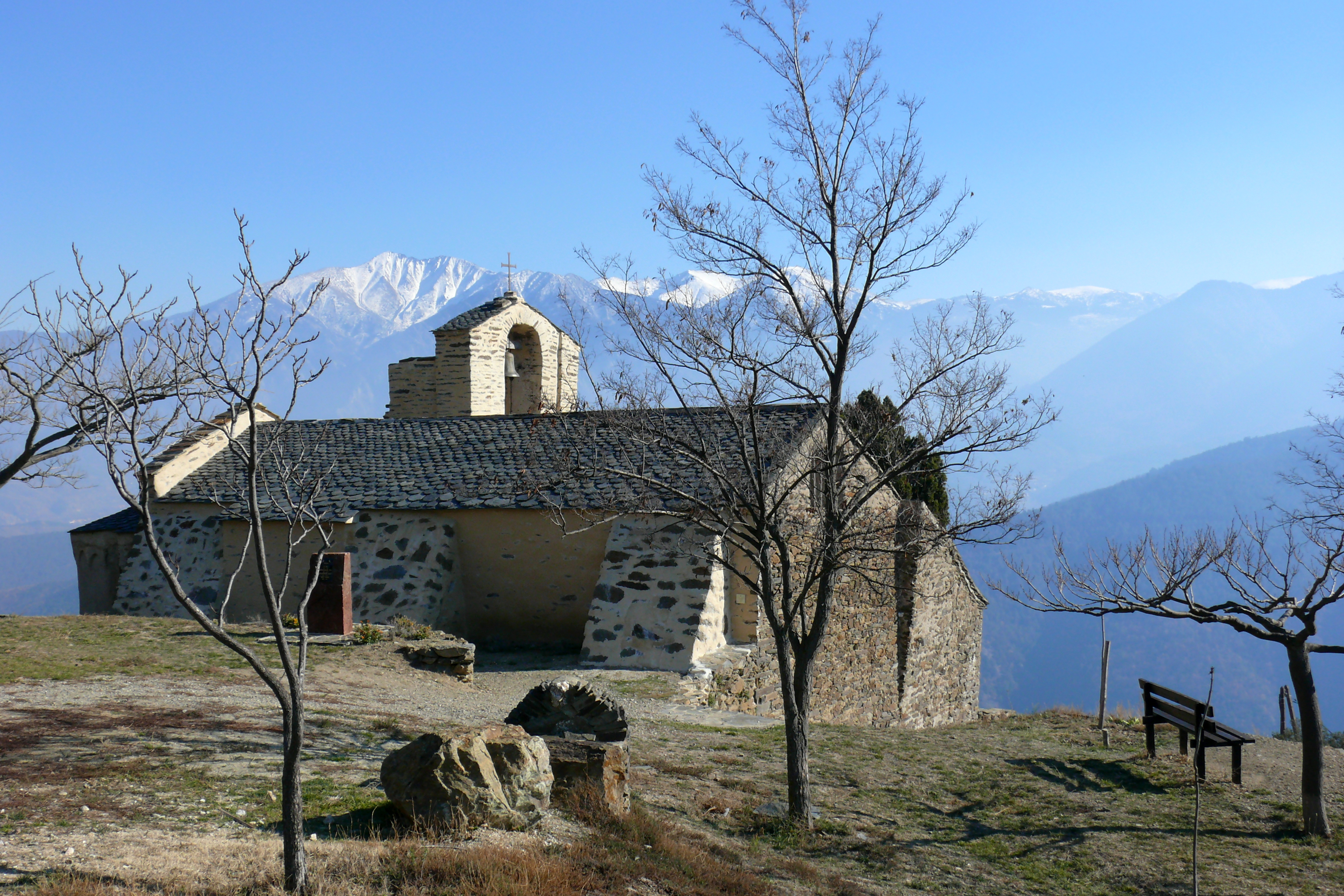
Cappella a Jujols.

### Evoluzione demografica
Abitanti censiti